# Fuerte perdido
Fuerte perdido, o Asalto a fuerte apache, es una película wéstern española de 1964 dirigida por José María Elorrieta y protagonizada por Germán Cobos, Mariano Vidal y Marta May. La historia fue escrita por Fred Uratia.

## Argumento
Colonizadores blancos están atemorizados por los súbitos ataques indios en el fuerte donde se encuentran.

## Reparto
- Germán Cobos como Paul Driscoll.
- Mariano Vidal como Joffren.
- Aldo Sambrell como James.
- Luis Villar como Juez de Paz.
- Cris Huerta como Arturo.
- Frank Braña como John.
- Rafael Albaicín como Apache.
- Román Ariznavarreta como militar.
- Luis Barboo
- Ángel Celdrán
- José Luis Chinchilla como ciudadano.
- José Guardiola
- Javier Inglés
- Rufino Inglés como Juez militar.
- Ana Lazaga como Bailarina.
- Marta May
- Guillermo Méndez como Capitán Nixon.
- Ángel Ortíz
- Hugo Pimentel como Sargento Gray.
- Julio Pérez Tabernero como teniente de la Unión.
- Santiago Rivero como Fiscal.
- Ethel Rojo como Tabaly.
- Rosario Royo como Tendera.
- María Saavedra como Julie.
- Pepe Sancho
- Pastor Serrador
- Juan Sullivan
- Vicente Tormos
- Manuel Torremocha